# المعهد العالي للمحاسبة وإدارة المؤسسات بتونس
المعهد العالي للمحاسبة وإدارة المؤسسات بتونس هو إحدى مؤسسات التعليم العالي التي تعود بالنظر إلى جامعة منوبة ويقع بالمركب الجامعي بمنوبة، غربي العاصمة التونسية. بعث بمقتضى الأمر عدد 88-1648 المؤرخ في 16 سبتمبر 1988. وقد كان يحمل في البداية اسم المعهد العالي للمحاسبة وحمل اسمه الحالي عام بمقتضى الأمر المؤرخ في 18 ديسمبر 1995.

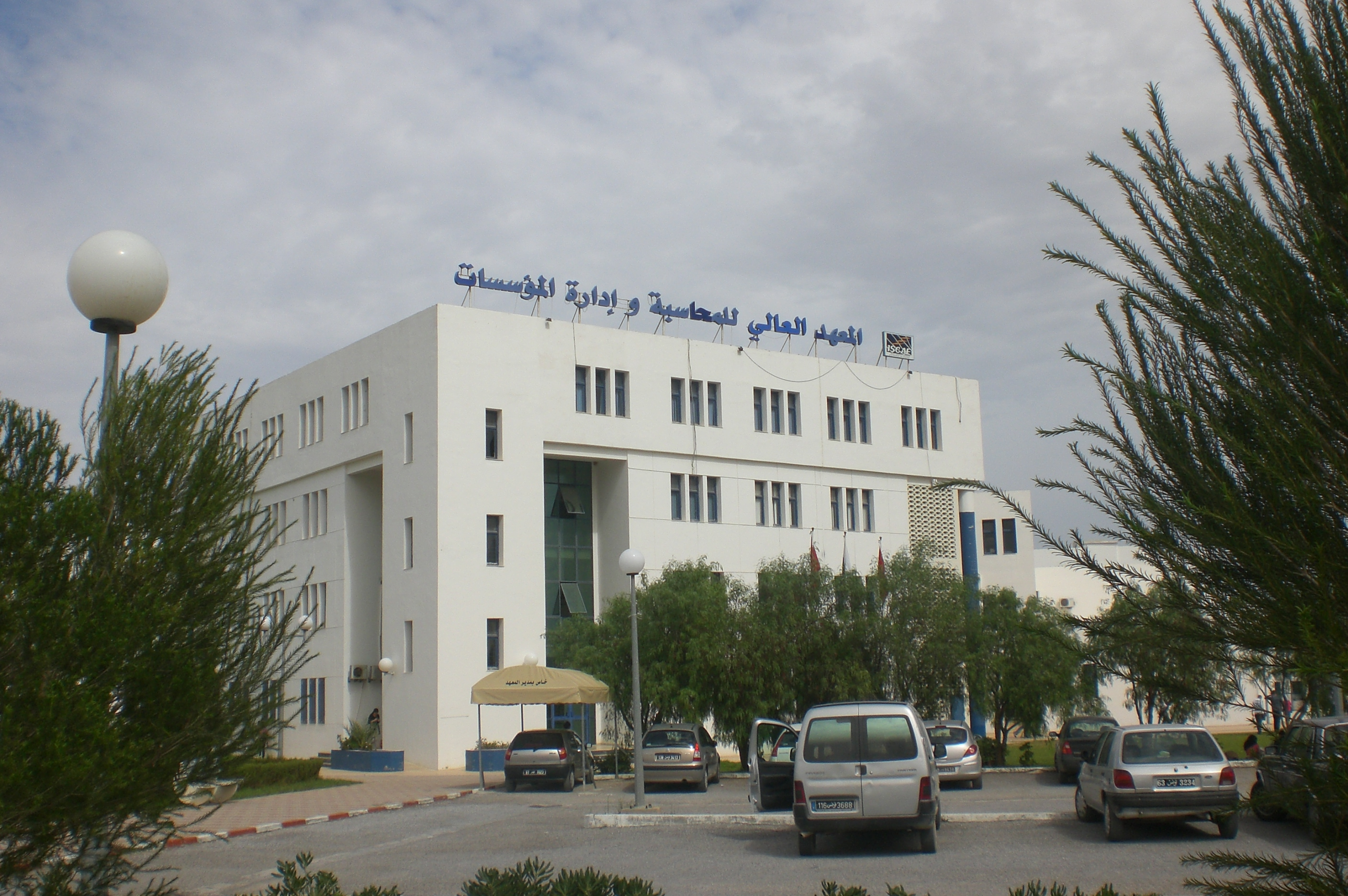
المعهد العالي للمحاسبة وإدارة المؤسسات بمنوبة

## أرقام
طبقا لإحصائيات السنة الجامعية 2007-2008 يبلغ عدد طلبة المعهد 4263 من بينهم 2715 طالبة، أي أكثر من نصفهم من الفتيات.

## أقسام
يضم المعهد ألربعة أقسام هي:
- المحاسبة والمالية ؛
- التصرف ؛
- الاقتصاد والطرق الكمية والإعلامية ؛
- حقوق واللغات .

## وصلة خارجية
موقع المعهد العالي للمحاسبة وإدارة المؤسسات.